# Eva Borková
Eva Borková (* 4. prosince 1938 Praha) je česká pěstounka, která svůj život spojila s výchovou a péčí o děti bez rodiny v SOS dětské vesničce v Karlových Varech. Za svou práci byla v roce 1999 vyznamenána Medailí Za zásluhy II. stupně.

## Život a práce
Eva Borková se narodila 4. prosince 1938. V roce 1968 nabídla své služby Sdružení SOS dětských vesniček, které hledalo pěstounky pro připravovanou SOS dětskou vesničku v Karlových Varech, první toho druhu v tehdejším Československu. Úspěšně prošla výběrovým řízením a v roce 1970 přijala první děti do své péče jako matka pěstounka.
"Nebyla to jednoduchá práce. V každé rodině, kde je více dětí, tak život střídá problémy a radosti. Musíte mít trpělivost a mít je rád."

V SOS dětské vesničce v Karlových Varech prožila tíživé období normalizace, kdy vesnička byla převedena do pravomoci státu a několikrát se rozhodovalo o její likvidaci. Za 30 let se v SOS dětské vesničce starala o 19 dětí. Svou pěstounskou rodinu vždy brala jako otevřené společenství, kde je bohatě naplněna základní lidská potřeba životní jistoty.
Eva Borková dnes žije v Karlových Varech.
"Potvrdilo se mi, že když dítě dostane šanci - je mu dán domov, péče a zájem, tak roste správným způsobem. I když ne vždy je vše ideální. Radost mi také dělá, že udržujeme kontakty, že mne navštěvují a vzpomínají na dětství. Považujeme se za rodinu."

## Ocenění
V roce 1999 jí prezident Václav Havel udělil Medaili Za zásluhy druhého stupně.